# 유한단순군의 목록
유한단순군(finite simple group)이란 단순군으로서 유한 개의 원소만을 가지는 군을 뜻한다. 
월터 파이트와 존 G. 톰프슨이 증명한 파이트-톰프슨 정리를 포함한 수많은 수학자들의 노력에 의해서 모든 유한단순군들의 분류가 이루어졌다. 이 결과는 20세기 수학의 많은 결과들 중 가장 중요하고 위대한 업적들 중 하나이다.

## 무한족

### 순환군Zp
단순성: 언제나 단순함.
위수: p.
슈어 승군: 자명군. 
외부자기동형사상군: 위수 p-1의 순환군.
다른 이름: Z/pZ
참고: 완전군이 아닌 단순군은 이들뿐이다.

### 교대군An,  n > 4
(이 글에서 리형 A는 기울인 글씨(이탤릭체)로, 교대군 A는 기울이지 않은 글씨로 표기한다.)
단순성: n이 4 이하일 때는 가해군이지만 5부터는 언제나 단순군.
위수: n!/2. (n이 1인 경우는 제외.)
슈어 승군: n이 5이거나 7보다 클 때는 위수 2, n이 6이나 7일 때는 위수 6.
외부자기동형사상군: 대체로 위수 2. n이 1이나 2일 때는 자명군, n이 6일 때는 위수 4.
다른 이름: Altn. 
동형류: A1과 A2는 자명군. A3은 위수 3의 순환군. A4는 A1(3)과 동형(여기까지 가해군). A5는 A1(4) 및 A1(5)와 동형. A6은 A1(9) 및 B2(2)'와 동형. A8은 A3(2)와 동형.
참고: n이 1보다 클 경우 n차 대칭군의 지표 2짜리 부분군임.

## 산재군
산재군, 또는 간헐단순군, 예외 유한단순군은 괴물군을 포함해 26개이다.

## 같이 보기
- 작은 군의 목록